# Divodikov trioksid
Divodikov trioksid (tudi vodikov trioksid ali trioksidan) je nestabilna molekula s formulo H2O3 ali HOOOH. Spada v skupino vodikovih polioksidov. V vodnih raztopinah vodikov trioksid razpade na vodo in kisik. Obratna reakcija, adicija singletnega kisika k molekuli vode, običajno ne poteče zaradi tega, ker singletni kisik ni stabilen in se relativno redko tvori. Drugače je v bioloških sistemih, kjer je znano, da se ozon tvori iz singletnega kisika.
Divodikov trioksid se lahko pridobi v majhnih, toda zaznavnih količinah z reakcijo ozona in vodikovim peroksidom, ali z električno disociacijo vode. Večje količine se lahko pripravijo z reakcijo ozona z organskimi reducenti pri nizkih temperaturah z raznimi organskimi raztopinami.
Reakcija ozona z vodikovim peroksidom je znana kot »Peroksonov proces«. Ta mešanica se uporablja že nekaj časa za razkuževanje podzemne vode onesnažene z organskimi spojinami. Reakcija proizvaja H2O5.
V letu 2005 so trioksidan eksperimentalno detektirali z mikrovalovno spektroskopijo. Spektroskopske analize so pokazale da ima molekula linearno nagnjeno strukturo H-O-O-O-H, s krajšo O-O vezjo, kot pri vodikovem peroksidu. Prav tako je trioksidan rahlo bolj kisel od vodikovega peroksida.
Vodikov trioksid v organskih topilih pri sobni temperaturi hitro razpade v vodo in kisik, z razpolovno dobo približno 16 minut, v vodi pa razpade v nekaj milisekundah.
- molozonid

1. ↑  Nomenclature of Organic Chemistry : IUPAC Recommendations and Preferred Names 2013 (Blue Book). Cambridge: The Royal Society of Chemistry. 2014. str. 1024. doi:10.1039/9781849733069-FP001. ISBN 978-0-85404-182-4.
2. ↑  Cerkovnik, J.; Plesničar, B. (2013). »Recent Advances in the Chemistry of Hydrogen Trioxide (HOOOH)«. Chem. Rev. 113: 7930–7951. doi:10.1021/cr300512s. PMID 23808683.
3. ↑  Nyffeler, P.T.; Boyle, N.A.; Eltepu, L.; Wong, C.-H.; Eschenmoser, A.; Lerner, R.A.; Wentworth Jr., P. (2004). »Dihydrogen Trioxide (HOOOH) Is Generated during the Thermal Reaction between Hydrogen Peroxide and Ozone«. Angew. Chem. Int. Ed. 43: 4656–4659. doi:10.1002/anie.200460457. PMID 15317003.
4. ↑  Suma, K.; Sumiyoshi, Y.; Endo, Y. (2005). »The Rotational Spectrum and Structure of HOOOH«. J. Am. Chem. Soc. 127: 14998–14999. doi:10.1021/ja0556530. PMID 16248618.